# Heinkel HE 8
Heinkel HE 8 là một loại thủy phi cơ trinh sát do Đức chế tạo vào cuối thập niên 1920. Nó được chế tạo theo yêu cầu của Hải quân Đan Mạch, muốn có một loại máy bay giống như HE 5 của Thụy Điển. Đan Mạch muốn mua một loại máy bay tương tự và có giấy phép sản xuất với tên gọi Orlogsvaerftet HM.II.

## Tính năng kỹ chiến thuật (HE 8)
Đặc điểm tổng quát
- Kíp lái: 2
- Chiều dài: 11,65 m (38 ft 3 in)
- Sải cánh: 16,77 m (55 ft 0 in)
- Chiều cao: 4,40 m (14 ft 5 in)
- Diện tích cánh: 47 m2 (506 ft2)
- Trọng lượng rỗng: 1.675 kg (3.693 lb)
- Trọng lượng có tải: 2.650 kg (5.840 lb)
- Powerplant: 1 × Armstrong Siddeley Jaguar, 336 kW (450 hp)

Hiệu suất bay
- Vận tốc cực đại: 210 km/h (130 mph)
- Tầm bay: 1.290 km (810 dặm)
- Trần bay: 5.600 m (18.373 ft)
- Vận tốc lên cao: 2,8 m/s (550 ft/phút)

Vũ khí trang bị
- 2 × súng máy 7,92 mm (.312 in)
- 12 quả bom 0.5 kg (1 lb)